# Mark Demling
Mark Demling (Saint Louis, 4 ottobre 1951) è un ex calciatore statunitense, di ruolo difensore.
Anche il fratello Buzz è stato un calciatore professionista, suo compagno di squadra nei S.J. Earthquakes e San Francisco Fog.

## Carriera
Si forma nella rappresentativa calcistica della Saint Louis University, istituto che lo inserirà nel proprio famedio per i suoi meriti sportivi nel 1999.
Nel 1974 viene ingaggiato come prima scelta del draft ai neonati S.J. Earthquakes, franchigia nel quale militò sino al 1978 insieme al fratello Buzz. Con i Quakes otterrà come miglior piazzamento il raggiungimento delle semifinali nella stagione 1976. Con gli Earthquakes vinse anche la stagione NASL indoor 1975.
Nel corso della stagione 1978 passa ai San Diego Sockers, con cui dopo aver vinto la Western Division raggiunse i quarti di finale dei playoff, da cui fu estromesso con i suoi dai futuri finalisti del T.B. Rowdies. L'anno dopo Demling con i Sockers raggiunge la semifinale playoff, nuovamente eliminati dai Rowdies.
Nella stagione 1980 torna agli Earthquakes, con cui non supera la fase a gironi del torneo.
Proseguirà la carriera sino al 1981 nell'indoor soccer.

## Palmarès

### Indoor soccer
- NASL Indoor: 1

San Jose Earthquakes: 1975.